# 대산 석유화학단지
대산 석유화학단지는 울산광역시, 전남 여수시와 함께 국내 3대 석유화학단지의 한곳으로 서산시 대산읍 독곶리 대죽리 일원에 HD현대오일뱅크, 한화토탈에너지스, 롯데케미칼, LG화학, KCC, 코오롱인더스트리 등 석유화학 관련 업종의 50여개 기업이 입주하였다.
- 산업입지정보시스템 홈페이지[깨진 링크(과거 내용 찾기)]